# Nepjida
Nepjida vagy más átírásokban Najpjidó (burmai: နေပြည်တော်, angol átírással: Naypyidaw) Mianmar fővárosa. Építésének zöme 2012-ben fejeződött be.
Adminisztratív főváros 2005 novemberében lett. A hivatalos nevét 2006 tavaszán jelentették be, és ebben az évben lett az ország hivatalos fővárosa is, miután a kormány úgy döntött, hogy átköltözik Rangunból. A korábbi fővárostól, Ranguntól 320 km-re északra fekszik.
Hatalmas méretéről (7054 km²) és egyben igen alacsony népsűrűségéről híres. (Területe  a második legnagyobb magyar vármegye, Borsod-Abaúj-Zemplén kiterjedéséhez hasonló, lakossága viszont 2010-ben nem érte el az 1 millió főt; sőt ez utóbbi értéket is túlzónak tartják.)
Nepjida többek közt 1200 darab négyemeletes háztömböt foglal magába. Megtervezésekor élénk nagyvárosnak szánták, amelybe majd rengetegen költöznek, csak éppen a mai napig igen kevesen költöztek oda. A város útjai, utcái még a 2010-es évek végén is az ürességtől kongtak, az itt lakók zöme városszéli nyomornegyedekben él, az új óriási épületekbe pedig csak időnként néhány külföldi delegáció, továbbá a helyi katonai junta emberei járnak.

## Földrajz
Nepjida a Pegu (ပဲခူးရိုးမ) és Shan (ရှမ်းရိုးမ) nevű hegyvonulatok között fekszik.

### Éghajlat
| Hónap                          | Jan. | Feb. | Már. | Ápr. | Máj. | Jún. | Júl. | Aug. | Szep. | Okt. | Nov. | Dec. | Év   |
| ------------------------------ | ---- | ---- | ---- | ---- | ---- | ---- | ---- | ---- | ----- | ---- | ---- | ---- | ---- |
| Átlagos max. hőmérséklet (°C)  | 30,0 | 34,0 | 36,0 | 38,0 | 35,0 | 32,0 | 31,0 | 30,0 | 32,0  | 32,0 | 31,0 | 29,0 | 32,5 |
| Átlagos min. hőmérséklet (°C)  | 14,0 | 16,0 | 20,0 | 24,0 | 25,0 | 24,0 | 24,0 | 24,0 | 24,0  | 23,0 | 20,0 | 16,0 | 21,2 |
| Átl. csapadékmennyiség (mm)    | 5    | 2    | 9    | 33   | 154  | 160  | 198  | 229  | 186   | 131  | 37   | 7    | 1151 |
| Forrás: www.weather2travel.com |      |      |      |      |      |      |      |      |       |      |      |      |      |

## Fő látnivalók
- Uppatasanti Pagoda[9]
- Thatta Thattaha Maha Bawdi Pagoda [10]
- 20 Lane Highway (10+10 sávos út a parlament előtt - szinte üresen)[11]
- The Gem Museum (Drágakő Múzeum) [10]
- The National Musuem (Nemzeti Múzeum) [10]
- Myanmar International Convention Centre 1-2 (Kongresszusi Központ) [10]
- Pyidaungsu Hluttaw (Parlament)
- Myoma Market (Piac) [10]
- Buddha Gaya
- Naypyidaw Water Fountain Garden
- Naypyidaw Zoological Gardens, Safari Park (állatkert és szafari park)

## Galéria

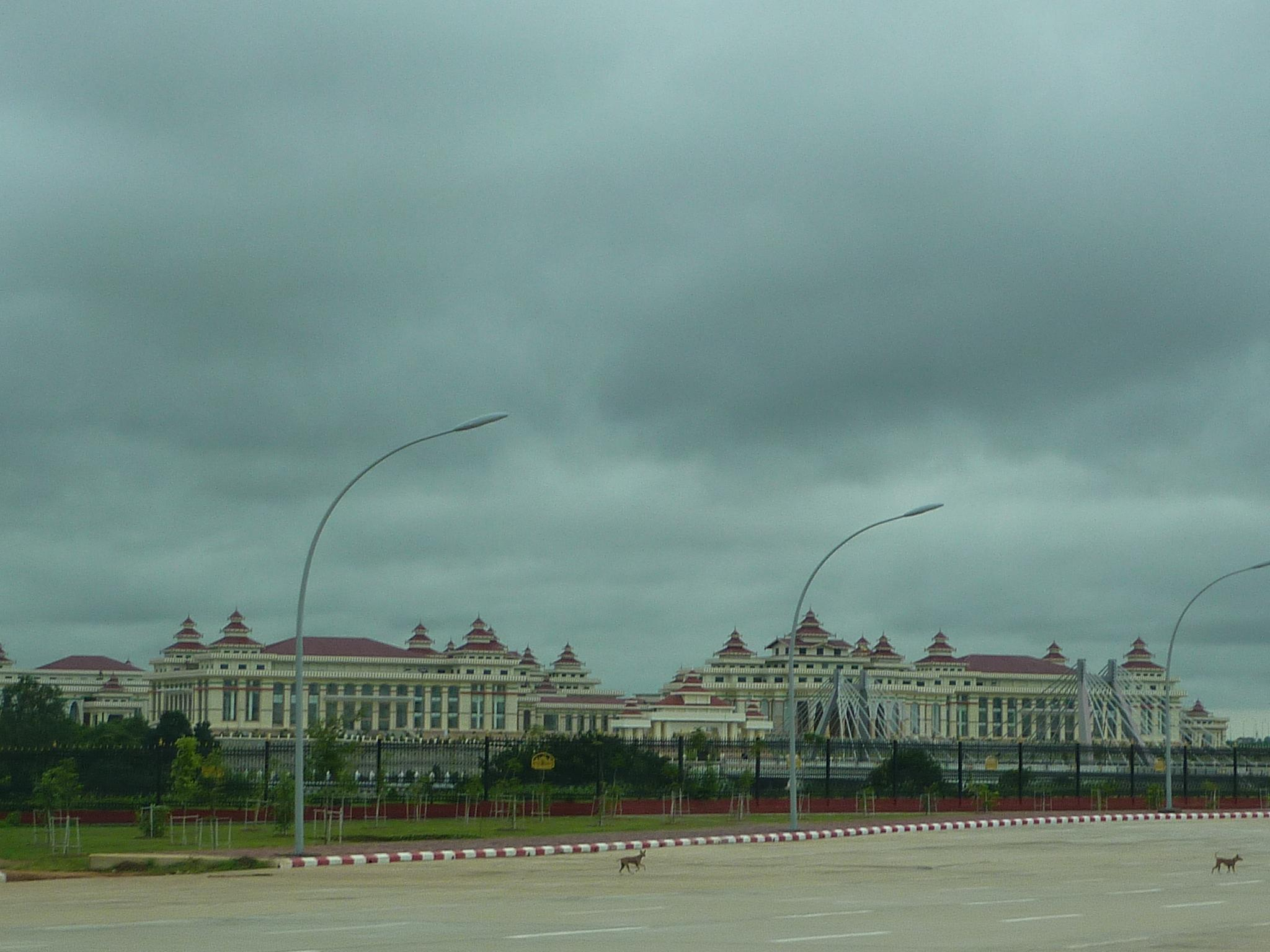
Parlament
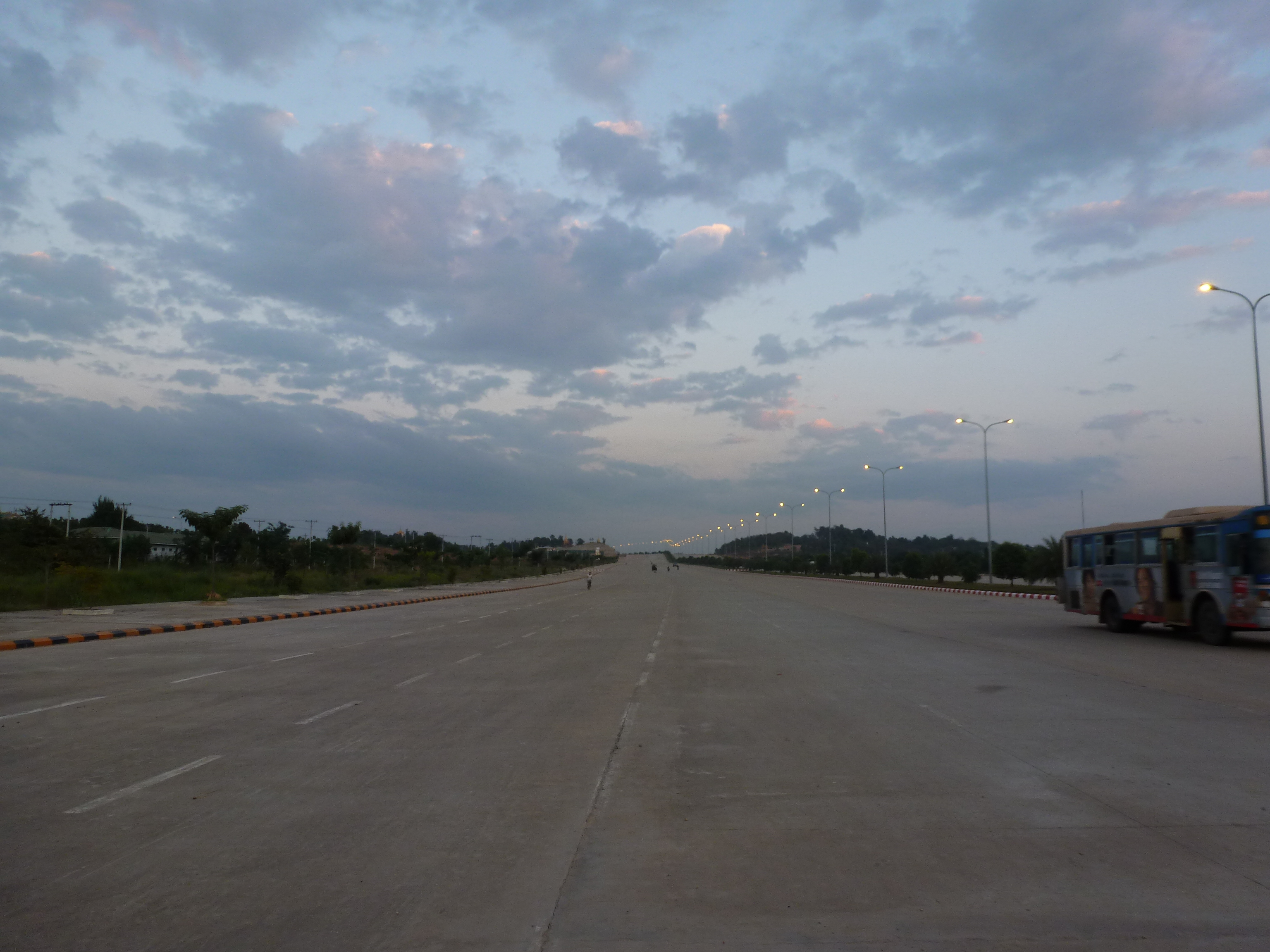
Egy széles, üres sugárút
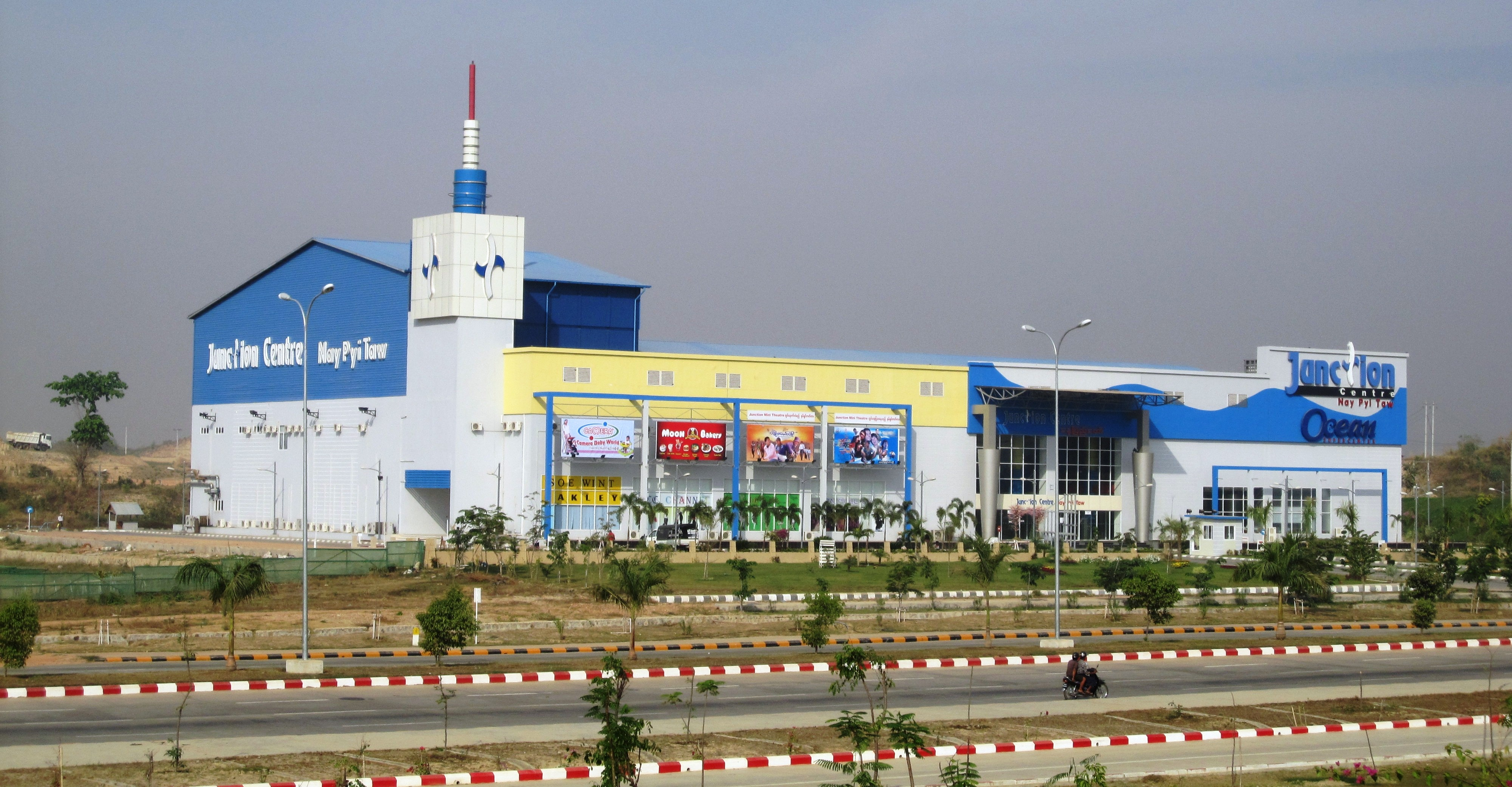
Bevásárlóközpont
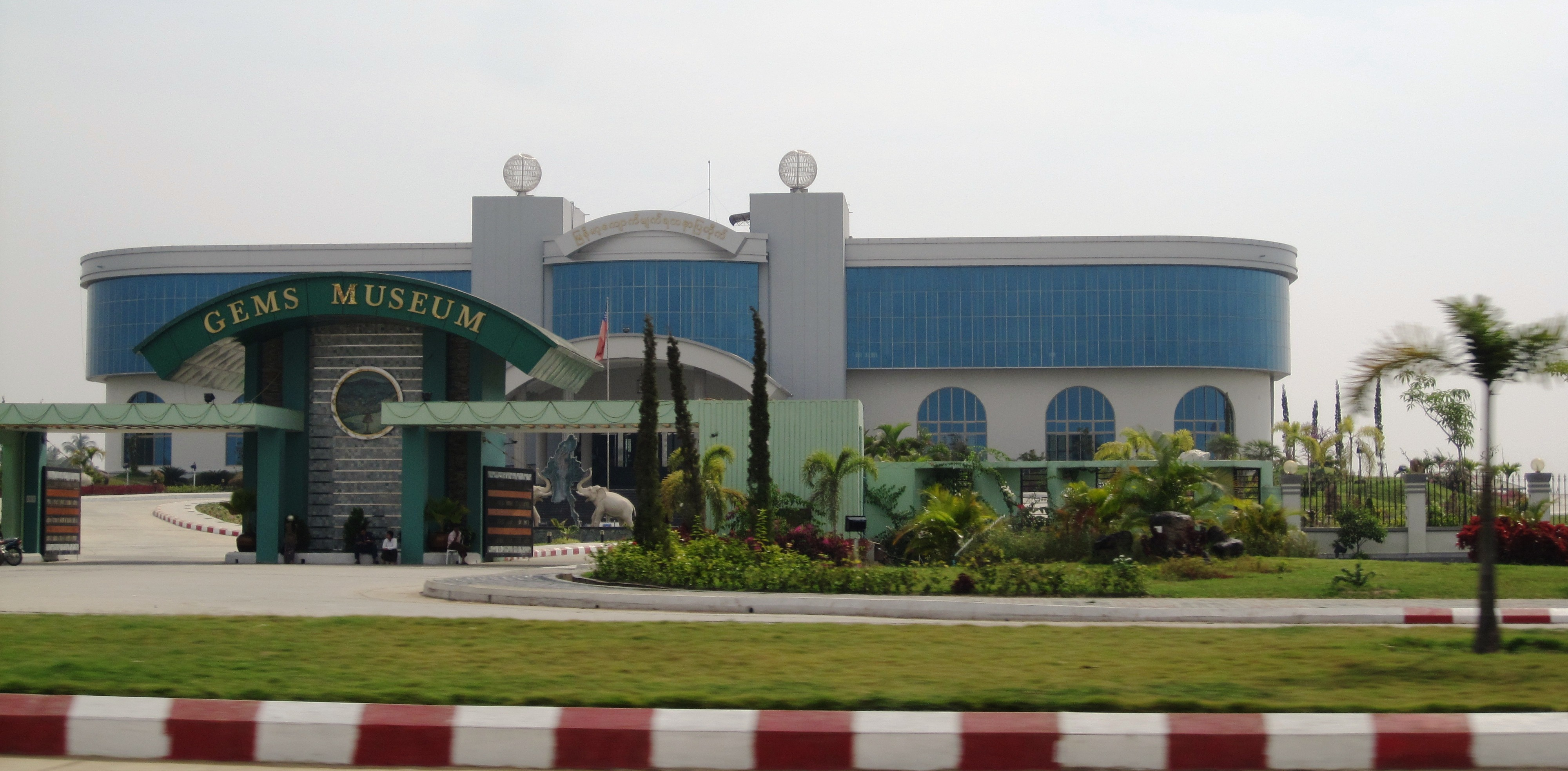
Drágakőmúzeum
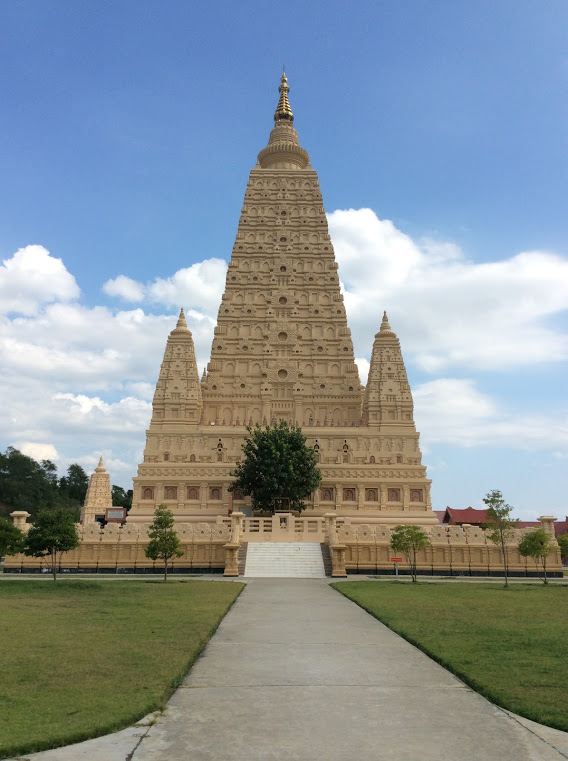
Buddha-Gaja